# はがゆい唇
「はがゆい唇」（はがゆいくちびる）は、1992年5月16日に発売された髙橋真梨子の18枚目のシングル。

## 解説
- 「桃色吐息」（1984年）以来、8年ぶり2度目のオリコントップ10入りとなり、シングルの売上も59.5万枚を記録した。なお髙橋のシングル曲では「ごめんね…」（1996年）に次いで2番目のヒット作となっている。
- 本楽曲は、TBS系テレビドラマ「眠れない夜をかぞえて」の主題歌に起用された。また、カップリング曲「〜LOVERS BELL〜心のささやき」は、NTT「LOVERS BELLキャンペーン」のCMソングに起用されている。

## 収録曲
1. はがゆい唇 [04:22]
作詞：阿木燿子／作曲：羽田一郎／編曲：岩本正樹
2. 〜LOVERS BELL〜心のささやき [04:44]
作詞：大津あきら／作曲：桑村達人／編曲：林有三
3. はがゆい唇（オリジナル・カラオケ）
4. 〜LOVERS BELL〜心のささやき（オリジナル・カラオケ）

## カバー
- THE RANKIN FILE PROJECT（1992年、アルバム「ENGLISH COVERVERSION IN HIT POPS NEW SONGS 1」収録）
- 香西かおり（1992年、アルバム「花挽歌そして恋紅葉」収録。2009年、コンピレーションアルバム『 エンカのチカラ -GORGEOUS 90's-00's-』再録）
- マルシア（1993年、アルバム「マルシア特選集 陽だまり」収録）
- 森川七月（2016年、アルバム「『J』〜Sentimental Cover〜」収録）
- 島津亜矢（2017年、アルバム『SINGER 4』収録）